# Saint-Avit-le-Pauvre
Saint-Avit-le-Pauvre ist eine Gemeinde im Zentralmassiv in Frankreich. Sie gehört zur Region Nouvelle-Aquitaine, zum Département Creuse, zum Arrondissement Guéret und zum Kanton Ahun. 

## Geographie
Zur Gemeindegemarkung gehören neben der Hauptsiedlung auch die Weiler Montécudier, La Rebeyrette, Le Monteil und Combredet. Die Nachbargemeinden sind Fransèches im Norden, Ars im Osten sowie Saint-Sulpice-les-Champs im Süden und im Westen.

## Bevölkerungsentwicklung
| Jahr      | 1962 | 1968 | 1975 | 1982 | 1990 | 1999 | 2012 |
| --------- | ---- | ---- | ---- | ---- | ---- | ---- | ---- |
| Einwohner | 109  | 104  | 91   | 76   | 69   | 80   | 74   |

## Sehenswürdigkeiten

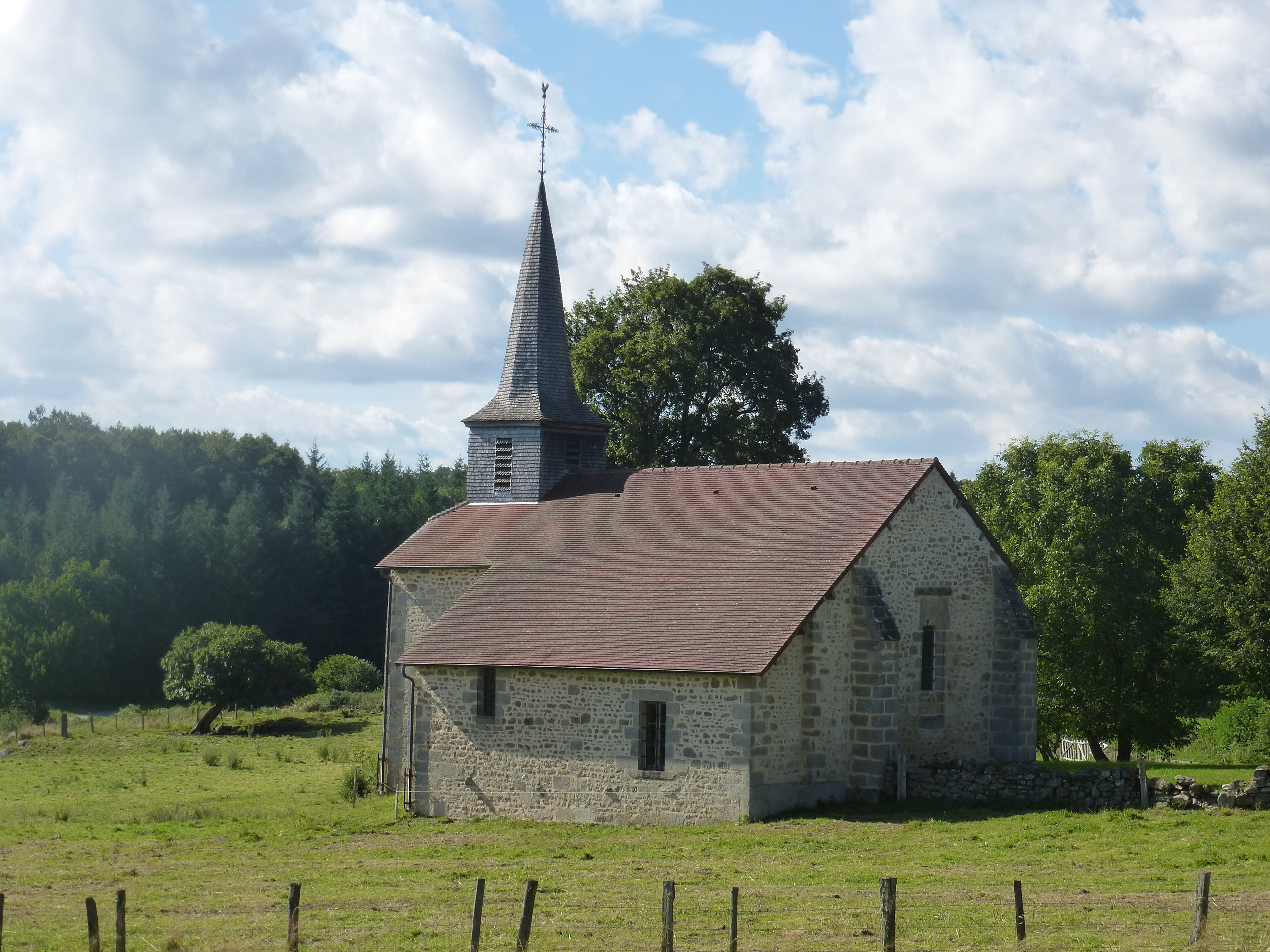
Kirche Saint-Anthony

- Kirche Saint-Anthony
- Kriegerdenkmal